# Eredménykimutatás
A számvitelben használatos eredménykimutatás bemutatja egy adott időszak (jellemzően üzleti év) bevételeit és ráfordításait, továbbá ezek különbözeteként a vállalkozás nyereségét, illetve veszteségét.

## Összeállítása
Ez a kimutatás – a vállalkozó döntésétől függően – kétféle módon állapítható meg attól függően, hogy az üzemi (üzleti) tevékenység eredményét, vagyis a hozamokat és a ráfordításokat milyen tartalommal veszi figyelembe az eredmény számítása során:
- összköltségeljárással
- forgalmi költség eljárással.

## Jellemzői
Az eredménykimutatás arra szolgál, hogy az érdekelt felek (tulajdonosok, befektetők, hitelezők)
- fel tudják mérni a vállalkozás teljesítményét egy adott időszakban
- és ebből következtetéseket vonjanak le a jövőbeli teljesítményre nézve, illetve
- megbecsüljék a jövőbeni kockázatokat.
- osztalékfizetésről dönthessenek

Az információ hasznosságának viszont megvannak a korlátai:
- hiányoznak olyan tételek, amelyek fontosak a vállalkozás jövője szempontjából de nehezen vagy egyáltalán nem számszerűsíthetőek (például munkavállalók szakképzettsége és lojalitása)
- egyes értékek a használt könyvelési módszerektől függenek (például a készlet szintjének kimutatása FIFO vagy LIFO módszerrel)
- egyes értékek becslés eredményeképpen jöttek létre (például az  értékcsökkenés függ a tárgyi eszközök hasznos élettartamára vonatkozó feltételezéstől).

Az eredménykimutatást ezer forintra kerekítve, százmilliárd forint feletti adatok esetén, millióra kerekítve kell kimutatni. A kimutatást három oszlopot tartalmaz:
- előző évi adatok
- előző évek módosításai (ha revíziós, vagy önrevíziós megállapítás miatt szükséges)
- tárgyévi adatok

### Eredménykategóriák
Az eredménykimutatás az alábbi eredménykategóriákat tartalmazza 2016 óta:
- az üzemi (üzleti) tevékenység eredményét,
- a pénzügyi műveletek eredményét,
- az adózás előtti eredményt,
- az adózott eredményt